# 文侯 (詹)
文侯（ぶんこう）は、詹の君主。姓は姫、名は弘。周の宣王の庶子であった。
宣王元年（紀元前827年）、姫弘は父の宣王から詹（現在地は不詳）の地に封じられ、詹を建国した。姫弘の死後、諡に文を贈られた。